# Síran zinečnatý
Síran zinečnatý ZnSO4 je chemická sloučenina, která krystaluje ze svých roztoků nejčastěji jako heptahydrát (ZnSO4·7 H2O), který je znám také pod triviálním názvem bílá skalice, dříve i jako bílý vitriol. Je to bezbarvá krystalická látka, která na vzduchu zvětrává – ztrácí vodu. V přírodě se nachází v podobě anhydridu jako minerál zinkosit a heptahydrátu jako minerál goslarit.

## Výroba
Síran zinečnatý se připravuje rozpouštěním zinku Zn, oxidu zinečnatého ZnO nebo hydroxidu zinečnatého Zn(OH)2 ve zředěné kyselině sírové (viz rovnice níže). Z roztoku ZnSO4 poté krystalizuje jako heptahydrát.
{\displaystyle {\mathsf {Zn+H_{2}SO_{4}\ \to \ ZnSO_{4}+H_{2}}}}

## Použití
Tato látka je technicky nejdůležitější vyráběná zinečnatá sůl.
Slouží jako:
- konzervační činidlo k impregnaci dřeva
- součást barviv pro potisk tkanin
- součást elektrolytu pro galvanické pokovování
- výchozí látka pro výrobu dalších zinečnatých sloučenin
- látka k výrobě litoponu (bílý pigment)
- bezvodý ZnSO4 se přidává do zvířecích krmiv k doplnění zinku

Velmi zředěného vodného roztoku této soli se využívá jako emetika, adstringentního (stahující) a dezinfekčního prostředku (např. v očním lékařství).